# Provstegaardskolen
Provstegårdskolen er en folkeskole beliggende i det vestlige Odense. Skolen har 628 elever.  Den blev opført i 1967, som en del af bygningskomplekset, der også omfatter Odense Seminarium og en svømmehal. Indtil 1994 var det en øvelsesskole. I 2016 blev skolen af Søndagsavisen og CEPOS kåret til den syvendebedste i Danmark til at "løfte elevernes faglige niveau" ud fra en række kriterier.
Skoleinspektør er Annemette Hovmand Petersen, der overtog skolen fra Christian Holm i 2016.